# Juan Martin Hiribarren
Œuvres principales
- dictionnaire basque-français (70 cahiers)
- Proverbes
- Rhapsodie sur les fêtes de Pampelune (1845)
- Montevideoko berriak (1853)
- Eskaldunak (1853)

Juan Martin Hiribarren, né à Ascain le 8 mai 1810 et mort à Bayonne le 26 novembre 1866, est un écrivain basque.

## Biographie
Juan Martin Hiribarren est né le 8 mai 1810 à Ascain. Il a officié comme vicaire à Urrugne, curé à Bardos, puis comme chanoine de la cathédrale de Bayonne. 
Il meurt à Bayonne le 26 novembre 1866.